# Polypedilum tenue
Polypedilum tenue är en tvåvingeart som först beskrevs av Jean-Jacques Kieffer 1921.  Polypedilum tenue ingår i släktet Polypedilum och familjen fjädermyggor.
Artens utbredningsområde är Polen. Inga underarter finns listade i Catalogue of Life.